# Monica Helen Green
Monica Helen Green ist eine Historikerin mit den Forschungsschwerpunkten in der vormodernen Medizingeschichte, besonders in geschlechter- und globalgeschichtlicher Perspektive.
Nach dem Studium am Barnard College und an der Princeton University wurde sie 1985 ebenfalls in Princeton mit einer Arbeit zur Überlieferung gynäkologischer Texte der Antike im früheren Mittelalter promoviert. Sie hat an verschiedenen US-amerikanischen Universitäten geforscht und gelehrt, zuletzt (bis 2019) an der Arizona State University. Green hat zahlreiche renommierte Preise und Auszeichnungen erhalten, unter anderem war sie Fellow des Radcliffe Institute for Advanced Study, gewann eine Guggenheim Fellowship und war zweimal Fellow am Institute for Advanced Study in Princeton. Die Medieval Academy of America vergibt seit 2021 einen nach Green benannten Preis für Forschungen zur mittelalterlichen Geschichte.
Seit ihrer Promotion hat sich Monica Green ausführlich mit der handschriftlichen Überlieferung antiker und mittelalterlicher medizinischer Texte beschäftigt und die Datierung, Autorschaft, Verbreitung und vor allem die wechselseitige Abhängigkeit vieler dieser Texte kritisch untersucht. Besonders hat sie dabei gynäkologische Texte wie die sogenannte Trotula erforscht und teilweise ediert sowie sich grundlegend mit der Rolle der Frau in der Heilkunde beschäftigt. Seit ca. 2013 hat sie verstärkt globalgeschichtliche Aspekte der Medizingeschichte untersucht; mit Hilfe der Paläogenetik hat sie insbesondere die Ausbreitung der Pest im Mittelalter erforscht.

## Schriften (Auswahl)
- The Four Black Deaths. In: American Historical Review. Band 125, 2020, S. 1601–1631; doi:10.1093/ahr/rhaa511.
- Making Women’s Medicine Masculine: The Rise of Male Authority in Pre-Modern Gynaecology. Oxford University Press, Oxford 2008, ISBN 978-0-19-921149-4.
- The ‘Trotula’: A Medieval Compendium of Women’s Medicine. University of Pennsylvania Press, Philadelphia 2001, ISBN 978-0-8122-3589-0.
- Women’s Healthcare in the Medieval West: Texts and Contexts (= Variorum Collected Studies Series. Band 680). Ashgate, Aldershot 2000, ISBN 0-86078-826-1.